# Carlo Favetti
Carlo Favetti (Gorizia, 30 agosto 1819 – Gorizia, 30 novembre 1892) è stato un politico, scrittore, poeta e giornalista italiano, fondatore e capo dell'irredentismo goriziano.

## Biografia
Figlio di Giuseppe Favetti e Caterina Cipriani studia presso il ginnasio di lingua tedesca della città di Gorizia per proseguire gli studi all’'università di Vienna presso la facoltà di giurisprudenza. Durante il periodo universitario comincia a comporre le sue prime poesie in lingua friulana.
Ritorna a Gorizia 1846 si sposa con Gioseffa Simers da cui avrà dieci figli, negli stessi anni comincia il praticantato presso l'avvocato istriano Giovanni Rismondo, noto uomo di cultura liberale. 
Nella primavera del 1848, quando arrivarono a Gorizia le notizie dell'"Insurrezione di Vienna" e della promulgazione della costituzione, Favetti fu accanto a Rismondi nelle manifestazioni contro il governo, tanto che il suo nome cominciò a comparire nei rapporti della polizia politica. 
Divenne una figura rappresentativa dei gruppi che avanzavano precise istanze nazionali, non accontentandosi delle concessioni imperiali: organo di questi ambienti fu il giornale L'Aurora, pubblicato solo durante l'anno 1848.
Alla fine del 1849 i liberali più intransigenti fondarono il "Giornale di Gorizia". La rivista, che si apriva citando l'articolo 5 della costituzione austriaca "Ciascuno ha il diritto di manifestare liberamente la propria opinione", accolse numerosi collaboratori, tra cui l'istriano Michele Fachinetti, deputato alla Costituente austriaca. Favetti, che ne ebbe la direzione, si occupò in particolare delle vicende politiche goriziane, battendosi tenacemente per l'istituzione in città di scuole di lingua italiana. La rivista uscì ogni tre settimane dal primo gennaio 1850 a febbraio del 1851 quando la procura di stato austriaca ne intimò la soppressione.
Nella primavera dello stesso anno le prime elezioni municipali tenutesi a Gorizia dopo la concessione dell'autonomia amministrativa, statuto del 20 novembre del 1850, portarono alla guida della città vari esponenti liberali: venne eletto podestà l'avvocato Carlo Doliac de' Cipriani avviando una amministrazione che sarebbe rimasta in carica per 10 anni; il quattro giugno dello stesso anno Favetti venne designato segretario comunale, carica all'epoca assegnata a vita: la sua attività subì una sospensione dal 1866 fino al 1877 per proseguire fino al 30 novembre del 1892, giorno della sua morte.
Nel marzo del 1861 le elezioni municipali di Gorizia portarono a una grande vittoria dei liberali, Favetti viene eletto consigliere e nella seduta del 29 aprile viene designato come podestà, con due soli voti contrari su 24 votanti. Le autorità di Vienna tuttavia non ratificarono la nomina, accogliendo il ricorso contro la sua elezione presentato da 50 cittadini. Nella successiva seduta del 13 giugno il consigliere Luigi Pajer propose di respingere la risoluzione sovrana: ma la maggioranza per evitare ripercussioni più gravi da parte austriaca decise di designare come podestà Pajer.
Nella stessa giornata si susseguono manifestazioni di piazza a favore di Favetti che portano all'arresto e alla condanna a un mese di carcere di alcuni suoi sostenitori.
Continuamente tenuto sotto controllo dalla autorità governative tramite la polizia segreta austriaca venne inquadrato come un componente del “Comitato rivoluzionario di Gorizia” un rapporto del 1860 oltre ad accusarlo d'essere un rivoluzionario filo italiano ne proponeva l'internamento a Miloverck in Boemia, le accuse tuttavia non trovarono mai prove decisive a suo carico.
Nel 1864 in vista per l'anno successivo dei festeggiamenti per il sesto centenario della nascita di Dante Alighieri il Comune di Gorizia deliberò di collocare un busto del poeta nell'aula consiliare, l'atto venne interpretato dal governo di Vienna come una provocazione politica e nel maggio dello stesso anno intimò lo scioglimento del Consiglio comunale. Alle elezioni che si tennero a giugno viene confermato nuovamente lo schieramento liberale italiano ma viene insignito del ruolo di podestà il più moderato Luigi de Visini.
La polizia segreta austriaca nel maggio del 1866 spiando la corrispondenza di Favetti intercetto una lettera inviata ad un collaboratore del “Giornale di Gorizia” tale Federico de Comelli dove si parlava apertamente delle speranze di una annessione di Gorizia all'Italia e il sostegno agli irredentisti veneti e istriani.
Favetti viene tratto in arresto immediatamente e trasferito alle carceri di Trieste; in giugno il fratello Giovanni e altri goriziani di sentimenti italiani vennero deportati in Ungheria.
Il 26 luglio il tribunale provinciale di Trieste condannava Carlo Favetti a sei anni di carcere duro in Stiria.
Nel 1866 con la fine della “Terza guerra d’indipendenza” , Favetti vide svanire la speranza della amnistia per i prigionieri politici come previsto dalle clausole dei trattati di pace. In autunno le autorità comunali di Gorizia designavano un nuovo segretario. Soltanto con la fine dell' “assolutismo austriaco” e la promulgazione della costituzione del 1867 il detenuto veniva liberato, in seguito a un provvedimento generale di grazia.
Favetti non appena scarcerato cominciò a recarsi spesso in Italia per far conoscere la situazione del goriziano, i rapporti della polizia austriaca che lo seguivano ogni sua mossa ormai lo indicavano esplicitamente come il capo del "partito italiano" di Gorizia. 
Nell'aprile del 1868 la notizia della morte del fratello Giovanni deceduto a 45 anni durante l'internamento in Ungheria fece giungere migliaia di persone a Gorizia per il funerale che si trasformarono in una manifestazione contro il governo.
Il 19 ottobre 1868 in occasione delle celebrazione per il “plebiscito del Veneto del 1866” Favetti come molti altri goriziani si recò a Palmanova dove la polizia segreta austriaca identificò i partecipanti alla manifestazione e nelle settimane seguenti prese a operare vari arresti.
Favetti prevenendo il mandato di cattura si rifugiò a Udine per poi trasferirsi a Venezia, dove aveva trovato un impiego presso la Compagnia di assicurazioni Milano e dove si fece raggiungere dal resto della sua famiglia. La sua attività irredentista continuò anche durante gli anni di esilio facendo pervenire a Gorizia manifesti e proclami contro l'Austria.
Sfruttando l'amnistia del 1871 rientrò a Gorizia, continuando a svolgere il suo lavoro presso le Assicurazioni Milano mentre nel frattempo chiese di riprendere la sua carica di segretario del Comune. La richiesta trovò la dura opposizione ad un suo insediamento dal partito filo governativo che nel frattempo grazie alle forti pressioni di Vienna si era installato in municipio. 
Nel 1873 gli fu conferito dal podestà il conte Carlo Coronini Cronberg un nobile legato alla famiglia Asburgo l'incarico di segretario della commissione sanitaria un incarico modesto ma visto come risolutivo alle continue pressioni delle proteste di piazza dei sostenitore di Favetti. Il 12 maggio 1877, il nuovo podestà Giuseppe Deperis lo ripristinò nell'ufficio.
Morì il 30 novembre 1892 all'età di 73 anni.

## Attività letteraria
Favetti accompagna la sua attività di amministratore e irredentista con quella di scrittore e poeta in lingua friulana, pubblicando gran parte della sua produzione letterale in quattro almanacchi, i “Lunari di Gurizze”, curandone l'edizione del 1853 composta solo da poesie, quella del 1854 a cui affianca alla poesia la prosa e di cui manterrà lo stile nelle edizioni del 1858 e quella del 1870 intitolata “Un bon prinzipi”.
Pubblica nel 1882 dei quadri di vita popolare goriziana intitolati “1782-1882” e “Dopo cinq agn” in lingua friulana e “Fusilir e granadir” che subisce la censura delle autorità austriache in quanto rievocavano le vicende della rivolta di Vienna del 1848.
Nel 1892 pubblica “Leonardo Papes, una zittadin Gurizzan del 1500” un dramma storico in 4 atti.
L'ultimo suo libro di cui stava ultimando la preparazione le “Rime e prose in vernaccolo goriziano” rimase un incompiuto a seguito della sua morte nel 1892 e fu pubblicato un anno dopo dalla “Tipografia editrice Del Bianco” di Udine nel 1893